# صندلی‌دسته‌دار اژدها
صندلی‌دسته‌دار اژدها (به فرانسوی: Fauteuil aux Dragons) یک قطعه مبلمان است که توسط معمار و طراح ایرلندی آیلین گری بین سال‌های ۱۹۱۷ و ۱۹۱۹ میلادی طراحی شده است. صندلی‌دسته‌دار «اژدها» در سال ۲۰۰۹ میلادی در حراجی کریستیز به قیمت ۲۱٬۹۰۵٬۰۰۰ یورو (۳۱٬۲۹۲٬۸۵۰ دلار) فروخته شد. رکوردی برای یک قطعه از هنر تزئینی قرن بیستم.

## طراحی
این صندلی یک صندلی راحتی با روکش چوبی است که دارای دو اژدهای لاکی است. ابعاد آن ۶۱ در ۹۱ سانتی‌متر است.

حراج کریستیز این صندلی را چنین توصیف کرد:
«به شکل گلبرگ‌های بازشده، روکش‌شده با چرم قهوه‌ای، قاب چوبی حجاری‌ شدهٔ نارنجی مایل به قهوه‌ای لاکی و نقره‌ای و مدل‌سازی شده به شکل مارپیچِ بدن در هم تنیدهٔ دو اژدها، چشم‌هایشان با لاک سیاه روی زمینهٔ سفیدِ بدن‌شان تزئین شده است. نقش برجستهٔ کم با ابرهای تلطیف شده.»

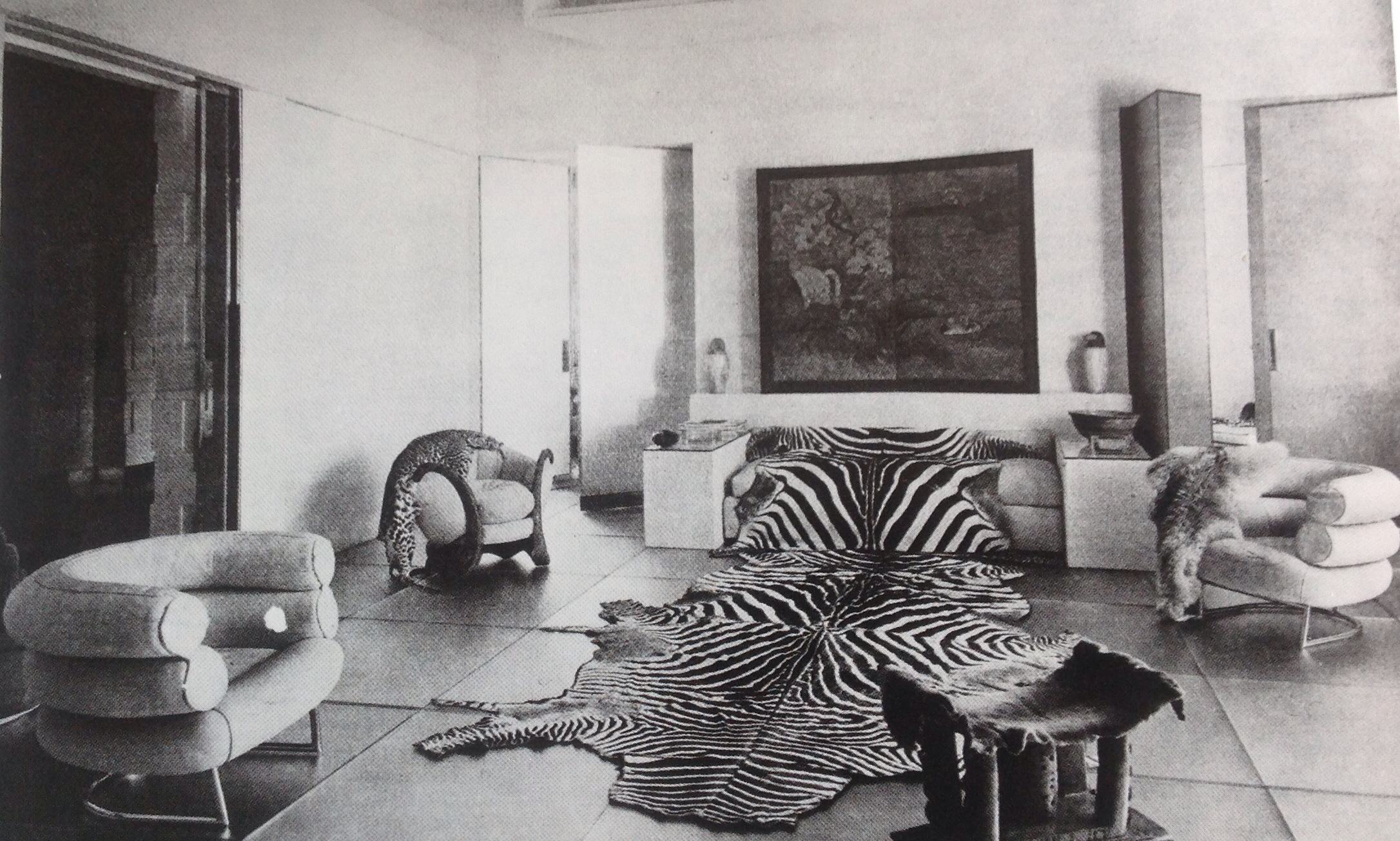
سالن شیشه‌ای طراحی شده توسط پل رواُد با مبلمانی از آیلین گری، برای مادام ماتیو-لِوی (ژولیت لوی) طراح کلاه از بوتیک جی. سوزان تالبوت، واقع در شمارهٔ ۹، خیابان دو لوتا، پاریس، ۱۹۲۲ میلادی.

کریستیز علاوه بر این احساس کرد که این صندلی «... چکیدهٔ همه چیزهایی بود که در وهلهٔ اول بسیار شخصی و جادویی است، مرحله‌ای کاملاً گویا از حرفهٔ خانم گری — شگفت‌انگیز، تخیلی، مجسمه‌سازی ماهرانه و ساخت ظریف، این یک شاهکار اختراع و اجرا است.» جنیفر گاف، متصدی نمایشگاه دائمی آثار گری در موزهٔ ملی ایرلند، احساس کرد که این صندلی «نمونهٔ عالی از طراحی است که آن را خلق کرده است – کاملاً منحصر به فرد [و] نسبتاً عجیب و غریب».
تصاویر اژدها و ابرهایی که بر روی صندلی به تصویر کشیده شده است به آن‌هایی که در شمایل‌نگاری هنر سنتی چینی یافت می‌شود تشبیه شده است، و ماهیت روان دسته‌های آراستهٔ منبت‌کاری شده با یک «هیولای دریایی» مقایسه شده و به این صندلی نام «اژدها» داده شده است.
گری بین سال‌های ۱۹۱۷ و ۱۹۱۹ میلادی روی صندلی کار می‌کرد و قطعه را با دست لاک می‌زد و اجازه می‌داد تا لاک در حمام مرطوب خود قرار گیرد، پیش از اینکه روزها را صرف صیقل دادن قطعه کند.

## تاریخچه
اولین مالکِ صندلی، حامیِ گری، سوزان تالبوت بود. در سال ۱۹۷۱ میلادی توسط فروشندهٔ هنر پاریسی چسکا والوا به قیمت ۲۷۰۰ دلار خریداری شد و سپس توسط والوا به طراح مد فرانسوی ایو سن لوران در سال ۱۹۷۳ میلادی فروخته شد. این صندلی به عنوان بخشی از مجموعهٔ ایو سن لوران و پیر برژه در فوریهٔ ۲۰۰۹ میلادی در خانهٔ حراج کریستیز در پاریس برای فروش گذاشته شد و به قیمت ۲۱٬۹۰۵٬۰۰۰ یورو در مقابل برآورد پیش فروش ۳–۲ میلیون یورو فروخته شد و رکورد جدیدی را برای یک قطعهٔ هنر تزئینی قرن بیستم ایجاد کرد. این قیمت ۲۲ میلیون دلار رکورد قبلی را شکست. خریدار سال ۲۰۰۹ میلادی این صندلی بار دیگر چسکا والوا بود که بعداً گفت که هزینه به دست آوردن آن «بهای تمایل» است. این صندلی توسط والوا برای شخص ثالثِ ناشناسی خریداری شد که به اشتباه در مارس ۲۰۰۹ میلادی، به نام هنری و ماری-ژوزه کراویس گزارش شد.